# 위파사나운동
위파사나운동(Vipassanā movement) 또는 통찰명상운동(Insight Meditation Movement)은 구경각을 얻고 예류과를 성취하는 주요 수단으로서 삼법인으로의 통찰을 강조하는 현대의 소승불교의 수많은 분파를 지칭한다.
위파사나운동의 기원은 미얀마, 라오스, 태국, 스리랑카의 전통의 현대적인 영향과, 마하시 사야도 ("새 버마 법New Burmese Method"), 레디 사야도 (레디 계파 the Ledi lineage), 아나가리카 무닌드라, 파 욱 사야도와 같은 상좌부 불교의 스승들이 일으킨 혁신과 인기몰이, 우 바 킨 밑에서 수학한 고엔카가 그녀의 아내이자 동업자 일라이치데비와 함께 선도한 운동 등등 앞서 말한 전통을 기반으로 한, 수도원 바깥에서 유래한 명상 방식들에서 찾아볼 수 있다.
미국의 위파사나운동을 이끄는 사람들은 조셉 골드스타인, 타라 브랙, 길 프론스달, 샤론 살즈버그, 루스 데니슨(en:Ruth Denison), 잭 콘필드 등의 현대의 미국의 불교 스승들이다.

## 명상 기법

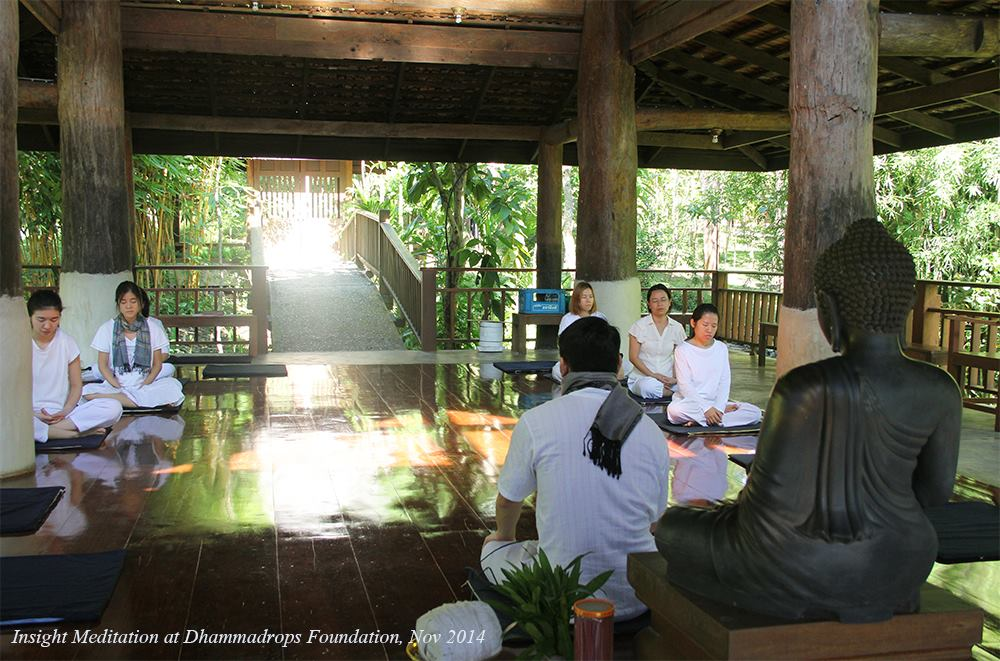
치앙마이 담마드롭재단(Dhammadrops Foundation)에서의 통찰 명상 실천

위파사나운동은 지혜와 깨달음을 얻기 위한 주요 수단으로 삼법인을 통찰하기 위해 위파사나를 강조한다. Lance Cousins에 따르면 통찰 명상운동의 실천의 주요한 원천은 "부다고사의 해설 문헌, 특히 위숫디막가"이다.
유파는 다양하지만 선호하는 명상 기술은 비슷하다. 위파사나운동의 스승들은 불교 명상(en:Buddhist meditation)과 동일한 사마타와 위파사나 명상을 가르친다. 다양한 위파사나 스승들도 모든 수련자들이 명상 과정에서 통과하는 통찰의 단계인 insight knowledge 전략을 사용한다. 이 과정의 기초는 모든 복잡한 현상의 뜨고 짐에 대한 명상이며, 이는 그것들의 괴로움만 일으키는 본성과 무아로의 통찰로 이어진다.

## 역사
최초의 현대 위파사나 설명서 저자는 미얀마의 승려 메다위(en:Medawi)(1728–1816)인데, 명상에 대한 미얀마의 관심을 다시 불러일으키는 데 지대한 공헌을 하였다. 메다위가 가르침을 설파하기 전에는 미얀마의 승가는 대부분 깨달음은 현세에서는 불가능하다고 생각했지만, 메다위 이후로는 위파사나 명상이 특히 사가잉 구에서 널리 행해졌다.
19, 20세기의 미얀마, 태국, 스리랑카의 소승불교 전통은 서양의 식민지 생활을 겪어가며 활기를 되찾았다. 이들은 서양의 패권주의에 대항하는 구심점이 되었고, 전통적인 가치와 문화에 힘을 실어주었다. 하지만 소승불교 전통 또한 재형성되었으며, 이를 정당화하기 위해 빨리어 문헌을 사용했다. 아이러니하게도 빨리어 문헌은 이에 대한 서양권의 관심과 팔리어 문헌 협회(en:Pali Text Society)의 출판 덕택에 널리 접근할 수 있게 되었다. 신지학협회도 큰 역할을 했는데, 동남아시아의 고대의 지혜를 찾아다녔으며 전통에 대한 관심을 촉진시켰다. 신지학협회는 스리랑카에 전통적인 사원과 수도원의 권력과 동떨어진 출가자들의 조직을 세웠다. 명상에 대한 관심은 이러한 흐름을 기반으로 하여 일어난 반면, 사원의 불교적인 실천은 명성 수련보다는 주로 경전의 암송에 치중했다. 이 renewed interest 중에서 제일 인기 있는 방식은 우 나라다가 개발하고 마하시 사야도가 보급한 "새 버마 방식"이라는 위파사나 수련 방식이었다. 이 방식은 동아시아, 동남아시아, 유럽, 아메리카에 퍼졌으며, 위파사나 그 자체로 통하게 되었다.

## 학파와 전통

### 미얀마

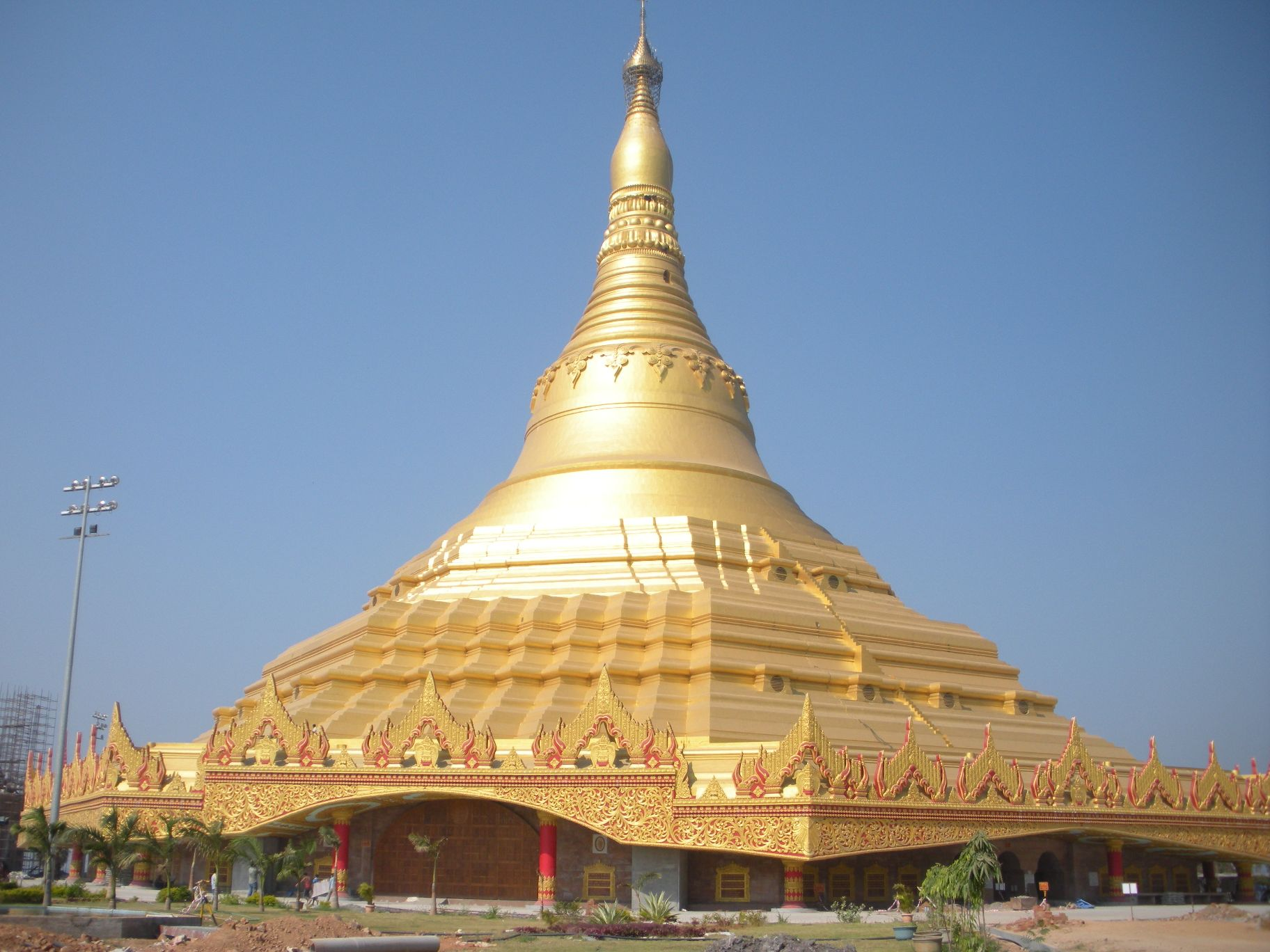
글로벌 위파사나 파고다(:en:Global Vipassana Pagoda)는 뭄바이에 위치한 미얀마 양식의 파고다이며 바 킨(:en:Ba Khin)의 전통 아래 위파사나 명상을 가르친다.

오늘날의 미얀마의 소승불교는 현대적인 위파사나 수행의 본산 중 하나가 되었으며, 1950년대 이래로 많은 사람들이 따르고 있다.

#### 마하시 방식
마하시 방식(새 버마 방식 New burma method)은 우 나라다(en:U Narada)가 만들어냈으며 그의 제자 마하시 사야도(1904-1982), 냐나포니카 테라(en:nyanaponika thera)(1901–1994)가 널리 퍼뜨렸다. 골드스타인, 콘필드, 살즈버그 등의 대부분의 지위가 높은 위파사나 스승들은 마하시 사야도, 마하시의 제자 사야도 우 판디타와 같이 공부했다. 냐나포니카의 제자 비구 보디(en:bhikkhu bodhi)도 유명하다.
마하시 방식은 사마타를 수행하지 않으며, 심신에서 실시간으로 일어나는 변화에 밀접한 주의를 기울이는 사념처의 수행을 통한 지의 획득을 강조한다. 길 프론스달에 따르면:
"마하시 방식"에서 주목할만한 점은 명상을 할 때 사마타 대신, 길면 수 개월 동안 새벽 세 시부터 저녁 11시까지 실시하는 침묵영성수행 기간 동안 오로지 위파사나만을 실시하는 것이다. 마하시 방식의 마음챙김을 단련하기 위한 두 가지 핵심 요소는 명상 중의 경험을 조심스레 분류하는 것과, "수도원식 집중"(찰나 삼매, khanika samadhi)이라고 알려진 고도의 집중의 지속적인 함양이다.

냐나포니카 테라는 "순전한 주의"라는 표현을 "마하시 방식"의 마음챙김 수행을 설명하기 위해 만들어냈다. 하지만 Robert H. Sharf는 불교의 수행은 "청정한 주의집중" 뿐만 아니라 "올바른 관점"을 얻는 것을 목표로 한다고 적었다:
"마하시 방식"은 아비달마 따위의 불교 격률을 따를 것을 요구하지 않으며, 수도원생활 따위의 엄격한 윤리적 규범의 준수를 요구하지도 않으며, 놀랍도록 빠른 성과를 약속한다. 이는 사띠를 "순전한 알아차림", 즉 무언가를 매개하지도 않고, "그것들은 그래" 따위의 무언가에 대한 가치판단도 없으며, 이전의 심리적, 사회적, 문화적 상태에 의해 변질되지도 않는 상태로 이해함으로써 가능하다. 이 마음챙김의 개념은 여러 측면에서 볼 때 현대 이전의 불교 인식론의 변형이다. 전통적인 불교 수행법은 "무관점"과 판단하지 않는 태도보다는 "올바른 관점"과 적절한 윤리적 인식을 획득하는 데 좀 더 치중해있었다.

#### 레디 유파
레디 유파는 레디 사야도(1846 – 1923)와 그의 제자 사야 텟 기(1873 -1945)가 창립하였다. 사트야 나라얀 고엔카(1924 - 2013)는 사야기 우 바 킨(1899-1971) 밑에서 배운 레디 유파의 유명한 스승이다. 고엔카에 따르면, 위파사나 기술은 본질적으로 종파를 초월해 보편적으로 적용할 수 있어서, 위파사나 명상을 수행하기 위해 불교로 개종할 필요는 없다. 고엔카가 널리 퍼뜨린, 위파사나를 가르치는 명상 센터는 현재 네팔, 인도, 여타의 아시아 국가들, 남북아메리카, 유럽, 호주, 중동, 아프리카 등지에 존재한다.
고엔카식 위파사나 수행은 정신과 신체 사이의 깊은 상호연결에 집중하는데, 이는 몸뚱아리의 생명을 형성하는 물리적인 감각에 대한 단련된 주의집중을 통해 직접적으로 체험될 수 있으며, 정신의 삶(life of the mind)과 지속적으로 서로 연결되고 영향을 끼친다. 보통 10일 명상을 통해 수행법을 가르치는데, 그 중 3일은 아나파나사티(en:Anapanasati)를 가르쳐 알아차림의 지속성과 정확성을 높이고, 나머지 7일은 명상가가 몸의 일부분 혹은 전체를 움직이면서, 생겨나는 다양한 사건에 반응하지 않고 주의를 기울이는 "body sweep" 형태의 위파사나에 할애한다. 비구 아날라요(en:Bhikkhu Analayo)에 따르면, "이는 아마도 전세계적으로 제일 널리 가르치는 통찰 명상 방식이리라 봅니다."
루스 데니슨(1922 – 2015)은 우 바 킨 방식의 또다른 원로 스승이다.

#### 파 욱 사야도
파 욱 사야도의 방법은 대부분 고전적인 소승불교 명상 지침서인 위숫디막가에 바탕을 두고 있다. 파 욱은 네 선을 광범위하게 수련하라고 설파했다. 통찰명상의 요소는 단단함, 무게, 온기, 움직임 등의 감각을 활용하여 지, 수, 화, 풍의 네 가지 요소를 탐색함으로써 신체를 살펴보는 것에 기반을 두고 있다. 이러한 방식을 활용한 서양의 스승으로는 샤일라 캐서린(en:Shaila Catherine), 스테판 스나이더(Stephen Snyder), 티나 라스무센(en:Tina Rasmussen) 등이 있다.

#### 모고크 사야도
모고크 사야도는 덧없음으로의 통찰을 얻는 길로서 모든 경험에서 '일어남'과 '사라짐'을 알아차리는 것에 대한 중요성을 가르쳤다. 그는 올바른 이해의 중요성, 위파사나를 행하기 위해서는 연기에 대해 배워야 한다는 것을 강조하였다. 모고크의 위파사나 방식은 감각명상(Vedanannupassana)과 마음 상태에 대한 명상(Cittanupassana)에 집중한다.

#### 아나가리카 무닌드라
아나가리카 무닌드라는 고엔카와 마하시 사야도 밑에서 배웠으며 두 유파를 융합하였다. 디파 마는 이 사람의 제자였다.

#### 아잔 통
아잔 통(Ajahn Tong)은 태국의 촘통에서 스스로 위파사나 유파를 창시하기 전에 마하시 사야도한테 잠시 수학한 태국의 스승이다.

### 태국 삼림 전통
태국 삼림 전통(en:Thai Forest Tradition)은 비수도원적 운동 자체는 아니지만 비수도원적 운동의 발전에 영향을 끼쳐왔다. 태국 삼림 전통은 이 불교 전통의 희석에 대한 반발의 일부였던 태국 상좌부 불교 수도원제(en:Buddhist monasticism)의 전통이다. 수행자들은 영적인 수행 장소로 사람들의 거주 지역에서 멀리 떨어진 야생지대와 숲 속 거주지를 택한다. 태국 삼림 전통은 태국인들 사이에서 정통주의, 보수주의, 율에 대한 엄격한 고집으로 유명하다.
아마 제일 잘 알려진 대표적 인물은 아잔 차(en:ajahn chah)일 것이다. 통찰 명상에 대한 서양권의 주요 스승 중 한 명인 잭 콘필드는 아잔 찬 밑에서 수행했다. 아잔 수메도는 타이 삼림 전통에 대한 서양의 원로격 대표자이며, 1984-2010년에 아마라바티 불교 수도원(en:Amaravati Buddhist Monastery)의 수도원장이었다. 타니사로 비구(en:Thanissaro Bhikkhu)는 이 전통을 따르는 유명한 미국의 승려이며, 산디에고군의 메타포레스트 수도원(Metta Forest Monastery)의 수도원장이다. 태국 삼림 전통의 서양의 대표적 인물들은 수도원에서 재가수행자를 가르치며 가르침을 나누기 위해 재가 명상 센터를 방문한다고 알려져있다.

### 미국

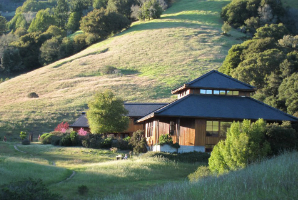
1987년에 콘필드가 설립한 스피릿 락 명상 센터

통찰 명상은 1980년대 초부터 미국에서 제일 빠르게 영향력을 넓혀가는 불교 명상 방식 중 하나였다. IMS와 스피릿 락의 큰 시설 말고도, 고엔카의 위파사나 수행법을 가르치고, 다양한 별개의 스승들이 가르침을 나누는 다양한 시설들이 있었다. 통찰 명상은 잭 콘필드와 조지프 골드스타인이 1974년에 나로파 대학(en:Naropa University)에서 일련의 강의를 개설하여 가르침을 나눈 다음 2년 동안 함께 일련의 영성수련(en:retreat)을 가르치기 시작했을 때 시작되었다. 영성수련은 10일, 30일 고엔카 영성수련을 기반으로 만들어졌으며, 가르친 수련 기법은 마하시 사야도의 수행법과 메타명상이 주가 되었다. 1976년에 콘필드, 골드스타인, 샤론 살즈버그, 재클린 슈워츠(Jacqueline Schwartz)는 매사추세츠 배리에 통찰 명상 모임을 설립했다.
통찰 명상의 실행 방식은 심리요법 분야에도 영향을 미쳤다. 이는 특히 Jon Kabat Zinn의 MBSR에서 유명하다.
미국에는 주로 매사추세츠 배리(Barre)에 본점, 이외의 지점을 둔 통찰 명상 모임(en:Insight Meditation Society)(IMS), 캘리포니아 마린 카운티의 스피릿 락 명상 센터(en:Spirit Rock Meditation Center)의 두 개의 단체가 있다.
서양 위파사나운동의 주요 특징은 평신도가 중심이 된 운동이며 수도승이 아닌 사람들이 수행한다는 것이다. 위파사나운동은 일반적으로 "예배, 찬송, 종교적이고 공덕을 짓는 활동, 교리 공부" 따위의 불교의 종교적 요소의 의미를 덜 강조하고 치료적인 실천에 집중하는 경향이 있다는 것이다. 잭 콘필드에 따르면,
우리는 우리들의 대부분의 스승이 그랬듯이 통찰 명상의 강력한 실천 방식을, 그 복잡한 의식과 승복과 암송과 그 모든 종교적 전통 없이, 가능한 한 최대한 단순하게 경험시켜드리길 원합니다.

## 저명한 여성
위파사나운동에서 스승으로서 활약한 수많은 여성들이 존재한다. 이전의 소승불교 위파사나 전통은 거의 남성 위주로 유지되었지만, 역사에는 전혀 기록되지 않거나 단편적으로 언급된 비구니들과 숙련된 여성 비수도자들도 중요한 역할을 했다. 이 스승들과 수행자들은 위파사나의 틀을 확장하여 결혼한, 자녀가 없는, 자녀가 죽은, 과부로 살아가는 여성들의 감정과 그 생리적 순환을 통해 여성의 신체에 내재된 성질과 그 선천적인 계몽으로의 기회를 한데 묶어냈다.

### 디파 마
현대의 방글라데시의 스승 디파 마는 아나가리카 무닌드라밑에서 배웠으며, 가르침을 위해 미국으로 초청된 최초의 아시아 여성 스승 중 한 명이다. 과부가, 싱글맘이 된 디파마는 해방을 예증했으며 위파사나를 안거 수행일 뿐만 아니라 생활의 양식으로 가르친 재가수행자였다. 그녀가 사람들에게 남긴 교훈은 고도의 영적 이해에 닿기 위해 가족에게서 멀어질 필요는 없다는 것이었으며, 그녀는 급진적인 포괄성을 가르쳤다. 그녀는 어린 아이를 둔 엄마들이 자녀를 기르는 일상 생활에서 위파사나를 수행하도록 종용했다. 위파 마는 한 번은 조셉 골드스타인에게 "여성은 정신이 유연하기 때문에 남성에 비해 더 많은 이점이 있다... 이는 남성들에게 이해하기 어려울 수 있는데, 남자는 여자와는 다르기 때문이다." 과연 남성에게 희망이 있는지에 대한 질문을 받았을 때는, "부처도 남자였고, 예수도 남자였으니, 당신에게도 희망이 있다."고 답했다.
디파 마의 자비 명상 교육은 각각의 위파사나 수행회 후에 행하는 핵심 요소였다. 이는 다섯 단계로 나뉘며, 첫 단계는 심정에 대한 자기자비(en:self-compassion)의 숙달이었고, 그 다음 여타의 단계로 나아갔다. 첫 단계의 암송문을 해석하자면 다음과 같다:
저를 적으로부터 자유롭게 해주세요.

저를 위험으로부터 자유롭게 해주세요.

저를 걱정거리에서 자유롭게 해주세요.

제가 건강한 육체와 행복한 마음을 지니고 순간순간을 살아가게 해주세요.

### 일라이치데비 고엔카
일라이치데비 고엔카(Ilaichidevi Goenka)는 인도의 스승이며, 미얀마에서 배운 사트야 나라얀 고엔카의 아내이고 여섯 아이의 엄마이다. 고엔카는 막내가 네 살 때 adhittan vipassanā를 연습하기 시작했으며, 결국 남편과 같이 공동 스승으로서 인도 전역, 전 세계에서 수천 명의 참선 센터, 감옥의 제자들을 가르치는 교습 체계에 참여했다. 위파사나 명상을 행한 죄수들은 감옥 안애서 문제를 이전만큼 일으키지 않았으며 재범 비율도 낮았다. 고엔카의 제자들은 애정을 담아 "마타지(Mataji, 성스러운 어머니)"라 불렸으며, 그녀의 남편과 함께 찬송을 이끌었다.

### 샴바비 초프라
인도의 샴바비 초프라(Shambhavi Chopra)는 이전에는 직물 디자이너로 일했으며 현재 'American Institute of Vedic Studies'의 공동 책임자인 두 자식의 이혼한 엄마이다. 저서 Yogini: The Enlightened Woman에 독일에서의 참선 센터에서의 10일 동안의 위파사나 명상 훈련에 대해 썼으며, 제자들이 부단하게 위파사나 수행을 탐구하고 모두에게 어머니와 같이 성스러이 헌신하도록 장려한다.

## 옥중의 위파사나
위파사나운동 전통은 몇몇 감옥에서 명상 프로그램을 제공해왔다. 주목할만한 사례로는 1993년에 인도 감옥의 개혁적인 총감찰관 키란 베디(en:Kiran Bedi)가 자이푸르, 라자스탄에서의 위파사나의 성공에 대해 배운 것이 있다. 그 다음에는 간수와 수감자를 대상으로 한 10일 영성수련이 뉴 델리 근방에 있는 인도에서 제일 큰 감옥 티하르 감옥(en:Tihar Jail)에서 시범적으로 실시되었다. 이후 1994년부터 매달마다 티하르 감옥의 4번 감옥에서 수감자를 대상으로 한 두 개의 10일 위파사나 교육이 실시된다. 이 프로그램은 수감자의 행동에 극적인 변화를 불러일으켰다고 일컬어진다. 10일 간의 코스를 마친 수감자들은 이전보다 폭력성, 재범율이 낮아졌다. 이 프로젝트는 다큐멘터리 'Doing Time, Doing Vipassana'에서 다뤄진다.

## 유명한 달인들
태국 삼림 전통
- 아잔 붓다다사(영어판) (1906–1993), 유명한 상좌승 불교 철학자
- 아잔 사오 칸타실로(영어판) (1859-1941)
- 아잔 문 부리다타 ( en:Mun Bhuridatta) (1870-1949)
- 아잔 차(영어판) (1918-1992)
- 루앙포 테안 지타수보 (Luangpor Teean Jittasubho) (1911–1988)
- 나니 발라 바루아 디파 마 (Nani Bala Barua Dipa Ma) (1911–1989) 미얀마에서 수행한 인도의 명상 스승, 대모
- 아잔 담마다로 (Ajahn Dhammadharo) (1913–2005)

미얀마
- 파 욱 사야도 Pa Auk Sayadaw (1935- )
- 레디 사야도 Redi Sayadaw (1846–1923) 미얀마의 승려, 명상의 달인
  - 아나가리카 무닌드라
  - 사야 텟 기 (Saya Thet Gyi)[20]
    - 사야기 우 바 킨 (Sayagi U Ba Kin) (1899–1971) 버마식 lay meditation 달인
      - 고엔카 (1924-2013)
      - 마더 사이마기 (Mother Saymagi) 1925–2017).[21]
- 모흐닌 사야도 (en:Mohnyin Sayadaw) (1873–1964)[22]
- 순룬 샤야도(영어판) (1878–1952)
- 웨부 사야도(영어판) (1896–1977)
- 아잔 나엡 (Ajahn Naeb) (1897–1983)
- 타웅푸루 사야도 (Taungpulu Sayadaw) (1897–1986)
- 모고크 사야도(영어판) (1899–1962) 미얀마의 승려, 명상의 달인
- 마하시 사야도 (1904–1982) Burmese 미얀마의 승려, 명상의 달인
  - 아나가리카 무닌드라(영어판)
    - 디파 마(영어판)
- 사야도 우 실라난다(영어판) (1927–2005) 미얀마의 승려, 명상의 달인

## 주목할만한 살아있는 스승들
태국
- 아잔 소빈 S. 남토 (en:Ajahn Sobin S. Namto)[23]
- 루앙포 통(영어판)
- 수진 보리한와나켓(영어판)

미얀마/미얀마 전통
- 사야도 우 테자니야(영어판)
- 사야도 우 쿤달라 (Sayadaw U Kundala)[24]
- 사야도 우 라진다 (Sayadaw U Rajinda)[25]
- 사야도 우 판디타(영어판)
- 사야도 우 라카나 (Sayadaw U Lakkhana)
- 사야도 우 자나카 (Sayadaw U Janaka)
- 사야도 우 자틸라 (Sayadaw U Jatila)

서양
- 크리스토퍼 티트머스(영어판)
- 길 프론스달(영어판)
- 타라 브래치(영어판)
- 잭 콘필드(영어판)
- 존 얼 콜먼(영어판)
- 조지프 골드스타인 (:en:Joseph Goldstein)
- 래리 로젠버그(영어판)
- 샤론 살즈버그(영어판)
- 신젠 영(영어판)
- 노아 레바인(영어판)
- 매튜 플릭스테인(영어판)

## 참고 문서
- 불교모더니즘(영어판)
- 신불이일원론(영어판)
- 비파시불(영어판)

## 메모
1. ↑  The Dynamics of Theravāda Insight Meditation by Analyo, "The key position accorded to this scheme in each of these three meditation traditions is reflected in the detailed treatments of the insight knowledges in Mahāsi (1994, 13-32) and Pa Auk (2003, 255-277). Goenka covers the same ground in detail in his talks during long courses, which have not been published. Nevertheless, a brief survey of the insight knowledges by another student of U Ba Khin can be found in Chit Tin (1989, 121f)."[2]

## 참고 문헌
- Seeking the Heart of Wisdom: The Path of Insight Meditation. Joseph Goldstein & Jack Kornfield (2001< Reissue) Shambhala. ISBN 1-57062-805-X
- Beyond the Breath: Extraordinary Mindfulness Through Whole-Body Vipassana. (2002) Marshall Glickman. Tuttle Publishing. ISBN 1-58290-043-4.
- Journey to the Center: A Meditation Workbook. Matthew Flickstein and Bhante Henepola Gunaratana. (1998) Wisdom Publications. ISBN 0-86171-141-6.
- In this Very Life Sayadaw U Pandita, In this Very Life